# Ozo (Belgique)
Ozo est un village de la commune belge de Durbuy situé en Région wallonne dans la province de Luxembourg.
Avant la fusion des communes, il faisait partie de la commune d'Izier.

## Situation
Le village se situe sur un plateau au nord de la vallée encaissée de l'Aisne (Thier d'Ozo) dans la région calcaire de la Calestienne et à proximité de l'Ardenne. Il se trouve à moins de 4 km du centre de Bomal et à 2,5 km au sud-ouest d'Izier.

## Description
Ozo est composé de fermes et de maisons majoritairement bâties en moellons de pierre calcaire. 

## Patrimoine
La petite église Saint-Cunibert de style néo-gothique est construite en 1860 en pierre calcaire.

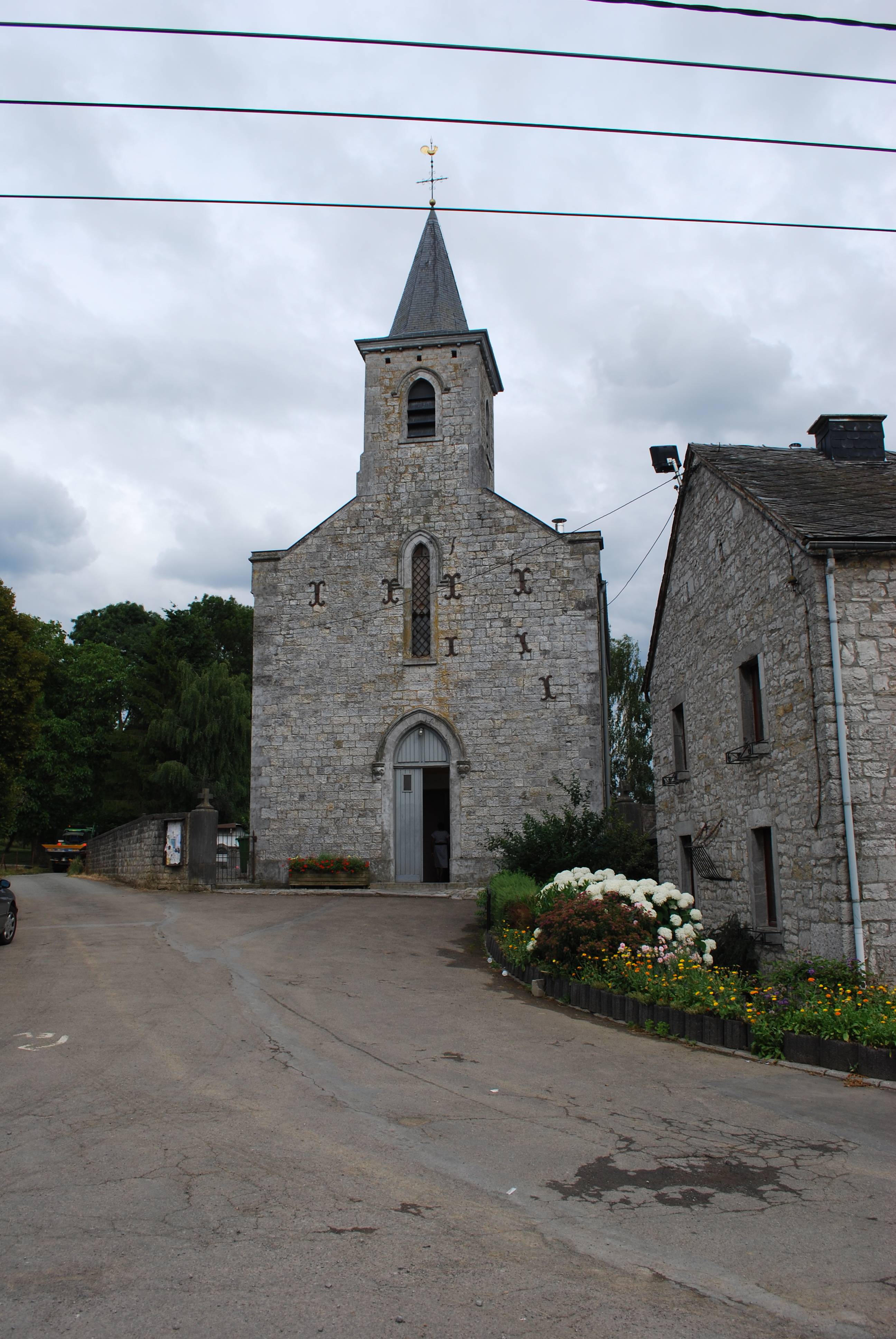
L'église Saint-Cunibert d'Ozo

Deux importantes fermes comprenant une cour intérieure se situent le long de la rue principale : la ferme en carré avec portail cintré sise au n°14 et la ferme en U située au n°15. Ces fermes ont été principalement construites en pierre calcaire entre le XVIIIe siècle et le XXe siècle.
Presque en face de la ferme située Ozo, n°14, au-dessus de six marches et entourées par deux marronniers, la chapelle dédiée à Notre-Dame de Lourdes date de 1920. Elle est construite  par Jules Dallemagne en moellons de calcaire avec un chevet à pans coupés. La porte d'entrée forme un arc très légèrement brisé surmontée d'une niche avec statue. 
La maison sise au n°3 du chemin du Meunier est pourvue de murs avec colombages et a été bâtie au cours du XIXe siècle.

## Menhir d'Ozo
Sur le plateau, entre les villages d'Ozo et Izier, le menhir d'Ozo est situé à l'extrémité nord du domaine des Mégalithes de Wéris. Couché et en partie enfoui dans le champ, ce menhir a été redressé à l'issue d'une fouille minutieuse menée en 1999. Il atteint une masse de 6,5 tonnes et une hauteur de 3,40 m.

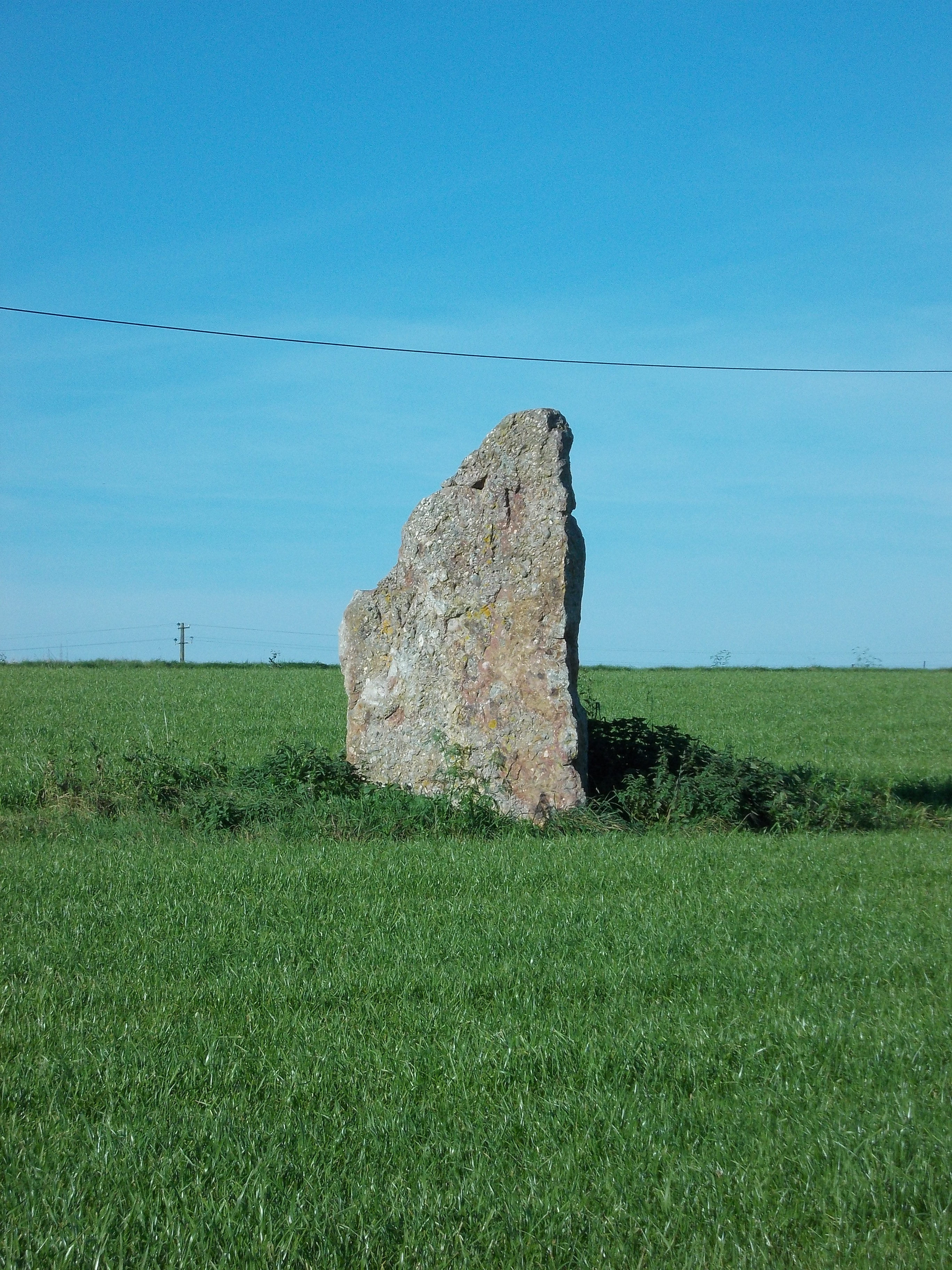
Le menhir d'Ozo

## Économie
La chèvrerie d'Ozo produit depuis les années 1980 des fromages au lait cru de qualité.

## Palindrome
Avec Ellemelle dans la commune d'Ouffet, Ozo est un des rares villages de Belgique dont les lettres forment un palindrome (lecture identique de droite à gauche et de gauche à droite).